# 套接字直接协议
套接字直接协议（英語：Sockets Direct Protocol，缩写SDP）最初是由Infiniband行业协会（InfiniBand Trade Association）的软件工作组（Software Working Group）所指定，主要针对Infiniband架构。后来SDP发展成为利用RDMA特性进行传输的重要协议，并被推广到iWARP等网络上。SDP利用RDMA网络特性能够高效的进行零拷贝的数据传输。SDP协议的设计目标是为了使得应用程序能够透明地利用RDMA通信机制来加速传统的TCP/IP网络通信。
在Infiniband上的SDP协议实现即SDPoIB已经成为了OFED的重要组成部分，并由开放结构联盟进行维护。
Solaris 10、Solaris 11等Unix支持SDP协议。在Microsoft Windows中则可以利用Winsock Direct子系统来实现SDP。
SDPoIB主要针对基于流的套接字通信。利用SDPoIB进行通信的应用，可以绕过操作系统本身的TCP协议栈，直接利用硬件的RDMA能力进行通信。而基于数据包的通信如UDP等则由IPoIB来进行支持。SDPoIB协议栈可以依赖于IPoIB进行地址解析等工作。